# Cesare Baldinotti
Cesare Baldinotti (Palermo, 12 luglio 1747 – Padova, 22 novembre 1821) è stato un filosofo italiano.

## Biografia
Monaco benedettino olivetano, fu abate nel monastero fiorentino di S. Miniato al Monte.
Nel 1774 divenne professore di logica e metafisica nel Ginnasio di Mantova.
Nel 1783 venne chiamato alla cattedra di logica e metafisica dell'Università di Pavia.
Nel 1803 passò alla cattedra di logica dell'Università di Padova, che fu mutata nel 1805 in quella di logica ed arte critica.

## Opere principali
- De recta humanae mentis institutione 1787
- Tentamen I. De metaphysca generali liber unicum 1817